# Kambodschanische Basketballnationalmannschaft der Damen
Die kambodschanische Basketballnationalmannschaft der Damen ist die Auswahl kambodschanischer Basketballspielerinnen, welche die Cambodia Basketball Federation auf internationaler Ebene, beispielsweise in Freundschaftsspielen gegen die Auswahlmannschaften anderer nationaler Verbände, aber auch bei internationalen Wettbewerben repräsentiert. Größter Erfolg war der sechste Rang bei der Asienmeisterschaft 1974. Im Jahr 1958 trat der nationale Verband dem Weltverband Fédération Internationale de Basketball (FIBA) bei. Im November 2013 wurde die Mannschaft nicht in der Weltrangliste der Frauen geführt.

## Internationale Wettbewerbe

### Kambodscha bei Weltmeisterschaften
Die Mannschaft konnte sich bisher nicht für eine Weltmeisterschaft qualifizieren.

### Kambodscha bei Olympischen Spielen
Bisher gelang es der Mannschaft nicht, sich für die olympischen Basketballwettbewerbe zu qualifizieren.

### Kambodscha bei Asienmeisterschaften
Die Mannschaft kann bisher eine Teilnahme an der Asienmeisterschaft vorweisen:
| - 1965: nicht qualifiziert - 1968: nicht qualifiziert - 1970: nicht qualifiziert - 1972: nicht qualifiziert - 1974: 6. Platz - 1976: nicht qualifiziert - 1978: nicht qualifiziert - 1980: nicht qualifiziert - 1982: nicht qualifiziert - 1984: nicht qualifiziert - 1986: nicht qualifiziert - 1988: nicht qualifiziert - 1990: nicht qualifiziert | - 1992: nicht qualifiziert - 1994: nicht qualifiziert - 1995: nicht qualifiziert - 1997: nicht qualifiziert - 1999: nicht qualifiziert - 2001: nicht qualifiziert - 2004: nicht qualifiziert - 2005: nicht qualifiziert - 2007: nicht qualifiziert - 2009: nicht qualifiziert - 2011: nicht qualifiziert - 2013: nicht qualifiziert - 2015 |

### Kambodscha bei den Asienspielen
Die Damen-Basketballnationalmannschaft Kambodschas nahm bisher nicht an den Wettbewerben der Asienspiele teil.